# زخم‌های کهنه
زخم‌های کهنه (به انگلیسی: Exit Wounds) یک فیلم کمدی اکشن آمریکایی محصول ۲۰۰۱ به کارگردانی آندری بارتکویاک، تهیه‌کنندگی جوئل سیلور و با بازی استیون سیگال، دی‌ام‌اکس، آیزیا واشینگتن، آنتونی اندرسون، مایکل جای وایت، بیل دوک، تام آرنولد و جیل هنسی است. سیگال نقش اورین بوید، یک کارآگاه پلیس دیترویت را بازی می‌کند که به دلیل بالا بردن محدودیت‌های قانون در جستجوی عدالت بدنام است. فیلمنامه بر اساس رمانی به همین نام نوشته جان وسترمن ساخته شده است.
این فیلم نقدهای متفاوتی از منتقدان دریافت کرد. این فیلم در آخر هفته افتتاحیه ۱۹ میلیون دلار به دست آورد و در مجموع ۷۹٫۹ میلیون دلار در سراسر جهان در مقابل بودجه ۳۳ میلیون دلاری فروخت. زخم‌های کهنه آخرین فیلم تحت قرارداد انحصاری استیون سیگال با برادران وارنر بود.

## خلاصه داستان
«اورین بوید» افسر پلیس دیترویت، مأموری است که از قوانین پیروی نمی‌کند. پس از اینکه او با سرپیچی از دستورهای جان معاون رئیس‌جمهور را نجات می‌دهد، به یکی از بدترین مراکز پلیس شهر منتقل می‌شود. او در این مرکز با تعدادی از افسران که به دلالان مواد مخدر هروئین می‌فروشند روبرو می‌شود و…

## ساخت
- این فیلم بر اساس کتابی به همین نام نوشته جان وسترمن ساخته شده است. داستان این کتاب در لانگ آیلند نیویورک می‌گذرد، اما فیلم صحنه را به دیترویت منتقل می‌کند.[۳] سیگال تحت یک قرارداد پرداخت یا بازی با فیلم امضا کرد.[۴]
- فیلمبرداری در تورنتو، انتاریو و پل خیابان سنتر در کلگری، آلبرتا در سال ۲۰۰۰ انجام شد.[۵]
- دیان لام طراح رقص هنرهای رزمی فیلم بود.[۶]

## بازخوردها
- «زخم‌های کهنه» در جایگاه اول باکس آفیس قرار گرفت و ۱۹ میلیون دلار در سینماهای آمریکای شمالی از جمعه تا یکشنبه فروخت.[۷] این یک فیلم شگفت‌انگیز در نظر گرفته شد، زیرا بیش از ۵۰ میلیون دلار در آمریکا و تقریباً ۳۰ میلیون دلار در سراسر جهان به دست آورد. از این فیلم به عنوان «بازگشت» بزرگ سیگال استقبال شد.[۸]
- در راتن تومیتوز بر اساس ۶۵ بررسی، ۳۲٪ تأیید شده است.[۹]
- در متاکریتیک، این فیلم بر اساس رای ۹ نقد، امتیاز ۳۹ از ۱۰۰ را به دست آورده است که نشان‌دهنده «بررسی‌های عموماً نامطلوب» است.[۱۰]
- تماشاگران در نظرسنجی سینماسکور به فیلم نمره متوسط "A-" در مقیاس A+ تا F دادند.[۱۱]
- لارنس ون گلدر از نیویورک تایمز به این فیلم ۳ از ۵ امتیاز داد و نوشت: رای کسانی که در جستجوی سرگرمی‌های پر از اکشن هستند دیدن این فیلم را توصیه می‌کنم.[۱۲]